# Từ Vũ trụ John Wick: Ballerina
Từ Vũ trụ John Wick: Ballerina, hay gọi tắt là Ballerina, là một bộ phim điện ảnh Mỹ thuộc thể loại hành động –  giật gân ra mắt vào năm 2025 do Len Wiseman làm đạo diễn, với kịch bản do Shay Hatten chấp bút. Đây là phần phim ngoại truyện đầu tiên của loạt phim John Wick với bối cảnh xảy ra vào giữa Sát thủ John Wick: Phần 3 – Chuẩn bị chiến tranh (2019) và Sát thủ John Wick: Phần 4 (2023). Phim có sự tham gia diễn xuất của dàn diễn viên chính bao gồm Ana de Armas, Anjelica Huston, Gabriel Byrne, Lance Reddick, Catalina Sandino Moreno, Norman Reedus, Ian McShane và Keanu Reeves. Tác phẩm theo chân Eve Macarro, một sát thủ kiêm vũ công ba lê đang phải săn lùng những kẻ đã từng sát hại gia đình của cô. Đây cũng là bộ phim cuối cùng có sự tham gia của Reddick sẽ được phát hành sau khi ông qua đời vào năm 2023.
Vào năm 2017, hãng phim Lionsgate đã mua bản quyền kịch bản đặc tả của Hatten, dẫn đền việc anh đã góp phần vào trong cốt truyện của phần phim Chuẩn bị chiến tranh và đồng thời cũng là biên kịch chính của phần phim Phần 4. Vào tháng 10 năm 2019, Wiseman chính thức được thuê để ngồi vào vị trí chỉ đạo bộ phim, bên cạnh đó đạo diễn của loạt phim, Chad Stahelski cũng đã xác nhận sẽ tham gia với vai trò nhà sản xuất phim vào tháng 5 năm 2020. Ballerina chính thức được công bố vào tháng 4, 2022 với de Armas được xác nhận sẽ thay thế Unity Phelan, người đã từng thủ vai nhân vật này ở phần phim Chuẩn bị chiến tranh, đảm nhận vai diễn chính của phim. Dàn diễn viên còn lại của bộ phim cũng lần lượt được tiết lộ vào tháng 11, và việc ghi hình cũng bắt đầu ngay sau đó tại Praha.
Bộ phim được dự kiến sẽ công chiếu tại Mỹ và Việt Nam vào ngày 6 tháng 6 năm 2025.

## Nội dung
Bối cảnh của phim được diễn ra giữa các sự kiện của hai phần phim Sát thủ John Wick: Phần 3 – Chuẩn bị chiến tranh và Phần 4, nữ sát thủ kiêm vũ công ba lê Rooney sẽ săn lùng những kẻ đã sát hại gia đình của cô.

## Diễn viên
- Ana de Armas thủ vai Eve Macarro, một nữ vũ công ba lê đang tìm cách trả thù những kẻ đã sát hại gia đình của cô. Nhân vật này từng được thủ vai bởi Unity Phelan trong Sát thủ John Wick: Phần 3 – Chuẩn bị chiến tranh(2019).[3]
- Anjelica Huston thủ vai "The Director"[4]
- Keanu Reeves thủ vai John Wick, một sát thủ huyền thoại chuyên nghiệp, nổi tiếng bởi tài năng của chính anh ấy, và anh đang chạy trốn khỏi sự truy lùng của Hội đồng Tối cao.
- Gabriel Byrne[5]
- Lance Reddick thủ vai Charon, phục vụ cao cấp của Khách sạn Continental Hotel tại New York, là bạn của Wiston Scott và người quen của John Wick.[6] Đây là sẽ là lần xuất hiện cuối cùng của Reddick trong vai diễn Charon và đồng thời cũng là lần xuất hện trên màn ảnh cuối cùng của ông.[7]
- Catalina Sandino Moreno[8]
- Norman Reedus[9]
- Ian McShane thủ vai Winston Scott, chủ nhân bí ẩn của Khách sạn Continental Hotel và đồng thời là bạn của John Wick.[10]

## Sản xuất

### Phát triển
Vào tháng 7, 2017, Lionsgate Films đã mua bản quyến bộ phim hành động giật gân Ballerina của Shay Hatten, Thunder Road Films sẽ sản xuất phim và trong khi đó, Hatten sẽ viết lại kịch bản để bộ phim trở thành một phần của loạt phim John Wick, với nhân vật tiêu đề, Rooney, sẽ trở thành nhân vật chính của phần phim thứ ba, tuy nhiên sau đó, nhân vật này đã được xuất hiện với vai trò vai diễn cameo trong Sát thủ John Wick: Phần 3 – Chuẩn bị chiến tranh và được thủ vai bởi Unity Phelan trước khi Ballerina được sản xuất. Tháng 10, 2019, Len Wiseman chính thức được thuê để ngồi vào vị trí đạo diễn của phim. Đến tháng 5 năm 2020, Stahelski đã cho biết rằng Wiseman đã được đọc kịch bản trước đó và ông đã tiếp cận hãng phim để trình bày cách mà ông sẽ phát triển dự án này dựa trên bản thảo của Hatten, và sự chứng minh khái niệm đó đã được đăng tải trước đó trên YouTube vào tháng 9, 2017.

### Tuyển vai

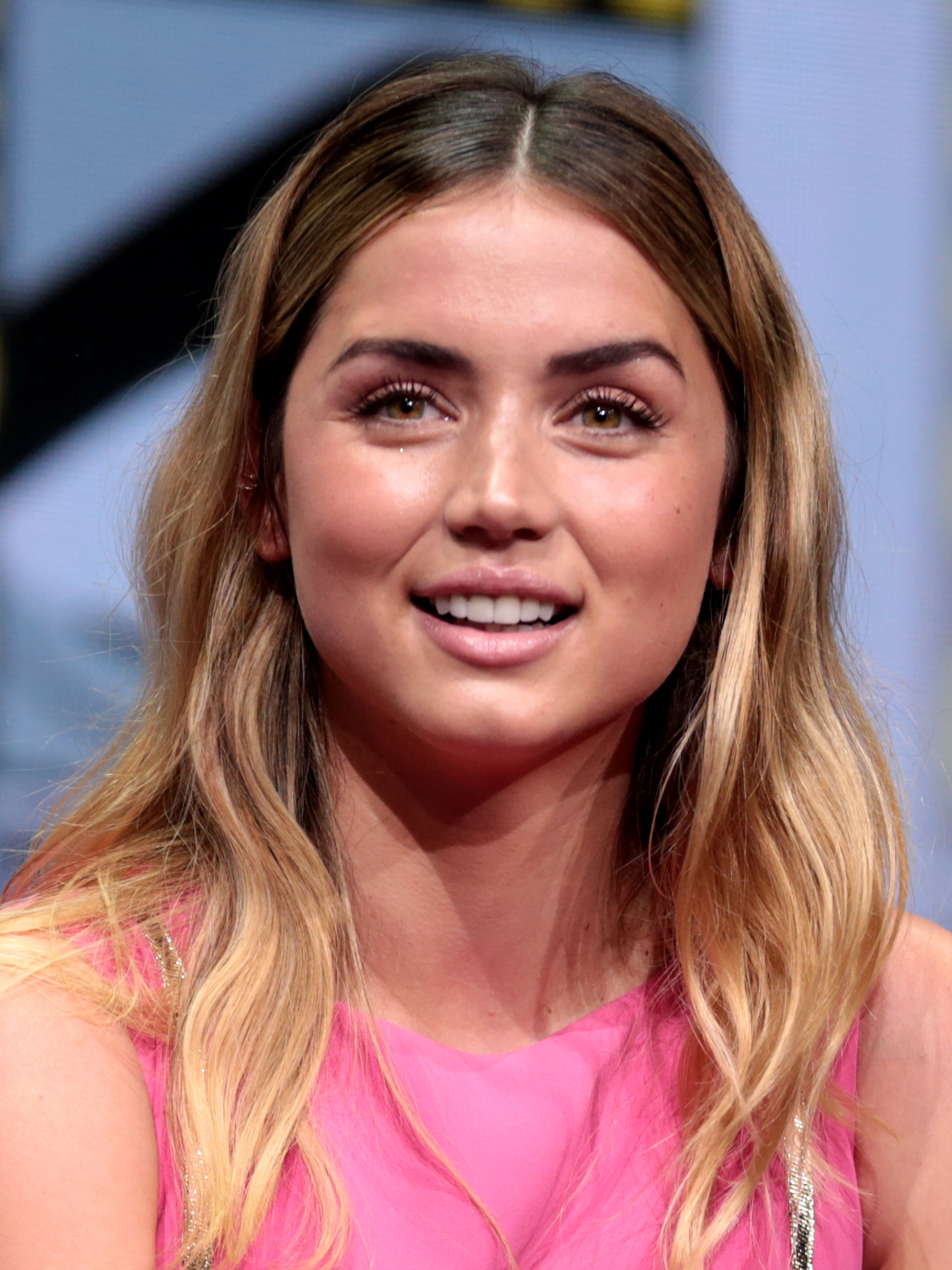
Ana de Armas được chọn để thủ vai nhân vật chính vào năm 2021, một vũ công ba lê kiêm sát thủ tên là Eve Macarro.

Vào tháng 5, 2020, đã có thông tin về việc hãng phim đang tìm kiếm một gương mặt mới cho vai diễn chính của phim và Chloë Grace Moretz chính là hình mẫu tài năng mà hãng phim hướng đến. Tháng 10, 2021, Ana de Armas đã tham gia đàm phán để đảm nhận vai diễn nhân vật tiêu đề của phim, một vũ công ba lê kiêm sát thủ mang tên Rooney, thay thế cho nữ diễn viên Unity Phelan, người đã từng thủ vai nhân vật này trong phần phim Sát thủ John Wick: Phần 3 – Chuẩn bị chiến tranh (2019). Tại sự kiện CinemaCon vào tháng 4 năm 2022, hãng phim Lionsgate đã chính thức thông báo về việc Armas sẽ thủ vai nhân vật chính của phim. Tháng 11, 2022, tiếp tục có thông báo về sự trở lại của các diễn viên bao gồm Keanu Reeves, Ian McShane, Lance Reddick và Anjelica Huston và họ vẫn sẽ tiếp tục thủ vai các nhân vật từ các phần phim trước của mình; lần lượt là Sát thủ John Wick, Winston Scott, Charon và "the Director"; ngoài ra, bộ phim chính đánh dấu lần thứ ba hợp tác giữa bộ đôi diễn viên de Armas và Reeves, trước đây họ đã từng cộng tác với nhau trong hai bộ phim là Knock Knock (2015) và Exposed (2016). Vào tháng 12 năm 2022, Gabriel Byrne, Norman Reedus và Catalina Sandino Moreno là những cái tên tiếp theo được xác nhận sẽ tham gia vào các vai diễn phụ của phim chưa được tiết lộ.

### Quay phim
Bộ phim ban đầu được dự kiến sẽ tiến hành quay vào mùa hè năm 2022, nhưng sau đó việc ghi hình mới thực sự được bắt đầu vào ngày 7 tháng 11 năm 2022 tại Praha. Ballerina bắt đầu vào giai đoạn hậu kỳ vào tháng 2 năm 2023.

### Nhạc phim
Nhạc của phim được dựng bởi sự hợp tác giữa Marco Beltrami và Anna Drubich và họ bắt đầu vào ngày 17 tháng 4, 2023.

## Phát hành
Ballerina được chính thức công chiếu tại Mỹ và Việt Nam vào ngày 6 tháng 6 năm 2025.

## Hậu truyện
Vào tháng 3 năm 2023, nhà sản xuất Erica Lee đã tuyên bố rằng hãng phim đang có những dự kiến để phát triển tiếp tục một phần hậu truyện với sự tham gia trở lại của Ana de Armas.